# Colonia Fara
La colonia Fara, rinominata torre Fara, è un edificio civile italiano di Chiavari.
Nata come colonia estiva in epoca fascista, servì nel dopoguerra come albergo della gioventù e andò incontro a progressivo abbandono e degrado.
Ceduto dal comune di Chiavari alla società Fara srl il 31 ottobre 2013, fu ristrutturato tra il 2017 e il 2018 e adibito a uso civile e turistico.

## Storia

### La costruzione e l'uso
La struttura, intitolata alla memoria del generale Gustavo Fara, fu commissionata dal Partito Nazionale Fascista nel 1935 come luogo e soggiorno di villeggiatura marinaro per bambini, da utilizzarsi prevalentemente nel periodo estivo
L'edificio, esempio di architettura futurista, fu progettato da Camillo Nardi Greco e Lorenzo Castello e fu costruito tra il 1935 e il 1936.
L'inaugurazione ufficiale avvenne il 28 giugno 1938 alla presenza di Benito Mussolini e di un battaglione di bersaglieri che resero gli onori alla memoria del generale Fara; per due anni ospitò bambini provenienti da ogni parte d'Italia e dalle colonie.
Nel 1940, a causa dell'entrata in guerra dell'Italia, l'edificio, capace di circa 400 ospiti, fu adibito ad ospedale militare e sede di occupazione provvisoria dell'esercito tedesco.
Al termine della guerra - nel 1945 - sostarono al suo interno i soldati delle truppe alleate, finché un anno dopo l'edificio fu riconvertito all'uso primario dello stabile, ossia nuovamente in colonia balneare. Tra il 1947 e il 1955, ospitò i profughi provenienti dall'Istria, passata dal controllo italiano alla Jugoslavia.

### La conversione e il successivo abbandono
Negli anni sessanta lo stabile fu convertito, se pur per un breve periodo, in "albergo internazionale della gioventù italiana" assumendo la denominazione di Faro. Chiuso l'albergo poco dopo, l'edificio subì un notevole abbandono che durò per vent'anni; nel 1980 lo stabile divenne proprietà del comune di Chiavari, ceduto dalla Regione Liguria poiché non utilizzabile per vincoli legati all'uso stesso dell'edificio, che vi inserì al suo interno la sede della locale Associazione Sportiva Dilettantistica Pro Scogli Chiavari e una scuola elementare, spostata poi tra il 1998 e il 1999 per motivi di sicurezza inerenti al progressivo stato di rovina che la stava a poco a poco consumando: in effetti era possibile accedere solo fino a metà edificio, mentre la parte superiore era nettamente impraticabile, tanto che sul tetto furono scoperti alcuni nidi di gabbiano.

### Tentativi di riconversione e vendita finale

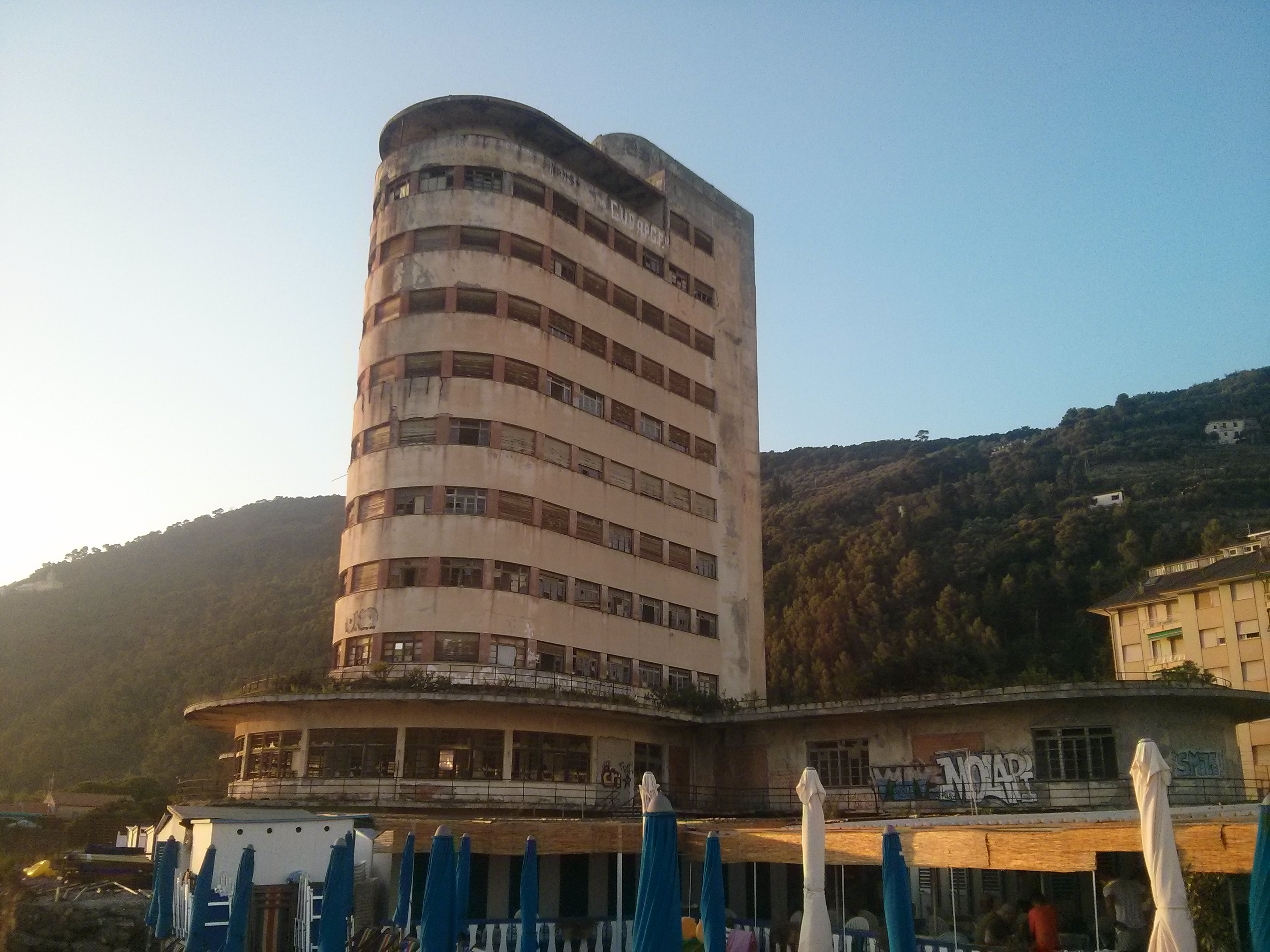
La colonia in abbandono nel 2014

A marzo 2008 il comune di Chiavari ottiene dalla Direzione regionale per i beni culturali e paesaggistici l'autorizzazione all'alienazione dell'edificio; la delibera viene però impugnata da Legambiente con un ricorso al TAR della Liguria con l'obiettivo di bloccarne la vendita.
Nella primavera del 2010 il calciatore Hernán Crespo fonda la Crespo Srl con gli imprenditori Massimo Pollio e Fabio Santomauro il quale, tramite la Centro Arte srl di cui è amministratore delegato, nel 2008 aveva comprato il complesso per 17 milioni di euro. A maggio Crespo dichiara che è in procinto di trasformare la struttura in un complesso dotato di beauty-farm, piscina calda con acqua di mare, appartamenti di lusso, ristorante e stabilimento balneare privato.
Il pagamento in realtà non avviene poiché, secondo la società chiavarese, sarebbe cambiata la condizione economica della struttura dopo tre ricorsi al Tar e la svalutazione dovuta alla crisi del mercato immobiliare. Per il mancato pagamento, l'amministrazione comunale delibera di non restituire la cauzione della Centro Arte srl pari a 500.000 euro. Nonostante tutto, Santomauro, in un'intervista concessa nell'ottobre del 2012, dice: "L'intenzione di Centro Arte è quella di partecipare all'acquisto di una porzione ridotta della Colonia Fara. La speranza è che la nuova asta sia libera dal contenzioso degli Scogli e che i tempi siano brevi al massimo".
Una perizia, contestata dall'allora presidente del consiglio comunale Giovanni Giardini e dall'opposizione ed effettuata il 24 settembre 2012, fissa il prezzo di vendita della struttura a 10.974.500 euro.
10.975.000 euro è quindi la base della prima asta, andata poi a vuoto, il 29 novembre 2012.
Nel gennaio del 2013 interviene il programma televisivo Striscia la notizia con l'inviato Vittorio Brumotti.
Dopo una seconda asta pubblica andata deserta, l'amministrazione abbassa del 10% il prezzo, passando da 9.877.500 euro a 8.780.000 della terza del 17 aprile.
In estate l'avvocato Antonio Segalerba, ex assessore all'Urbanistica, presenta al Comune un'offerta pari a 5.500.000 da parte della Fara srl, con sede a Santa Maria del Taro, facente capo a Luigino Bottini, già membro della cordata del vecchio Centro Arte srl. L'offerta però viene depositata al di fuori delle procedure stabilite dall'amministrazione comunale e quindi la trattativa effettiva non parte.
Dopo la terza asta andata a vuoto a giugno, si passa alla procedura di offerta libera con base minima fissata a 7.450.000 euro, in base a una nuova perizia.
In un consiglio comunale di luglio l'architetto Giardini evidenzia alcune mancanze della perizia, mancando 300 m² di terrazzi; Quaglia, autore della valutazione, si difende dicendo che la perizia è a corpo e non a misura ed infine il mese dopo si rileva che le mappe catastali non indicano tutto il terrazzo dell'ultimo piano. Il 26 agosto si procede al nuovo accatastamento.
Nella notte 29 settembre dello stesso anno, all'interno del complesso, degli ignoti appiccano un incendio che distrugge vecchie scatole di schede elettorali e poco altro, senza conseguenze per i 20 cittadini rumeni che abusivamente occupano la colonia come dormitorio.
Intanto il 25 ottobre la base d'asta dell'ultimo bando viene indicata dall'amministrazione comunale a 6.750.000 euro, nonostante le proteste dell'opposizione che parla di svendita della struttura.
Il 31 ottobre seguente viene reso noto che il complesso è stato venduto a una cordata di imprenditori della Fara srl per 6.750.000 euro, pagabili in due anni con tre rate.
Il progetto prevede 18 appartamenti nella parte superiore e la creazione di una zona commerciale in quella inferiore. L'ufficializzazione dell'acquisto avverrà all'inizio del 2014 e i costi indicativi per la completa ristrutturazione si aggirano sui 10 milioni di euro. Il Sindaco Levaggi, entusiasta dell'operazione conclusa, dichiara che "esistevano altri possibili acquirenti, ma la burocrazia li ha allontanati".
La minoranza del consiglio comunale intanto dà mandato a uno studio legale di valutare, rispetto a tutta la pratica di vendita della Fara, quali possano essere le forme migliori per tutelare il bene della città.

### Recupero del complesso
Il 9 dicembre 2014, formalizzato l'acquisto dell'immobile con il versamento dei primi 2,5 milioni di euro e in attesa del permesso per costruire, la Fara srl dà il via alla pulizia dello stabile, interviene sulla messa in sicurezza, sulla recinzione dell'area, sulla derattizzazione, sulla sanificazione e fa installare un ponteggio provvisorio esterno.
Il 17 marzo 2015 la conferenza dei servizi regionale approva il progetto per il recupero e la ridestinazione d'uso dello storico edificio e vengono rilasciati tutti i permessi necessari all'avvio dei lavori da parte di tutti gli enti. Dovranno essere solo ratificati gli atti già approvati e depositata la fidejussione per le opere pubbliche.
Il progetto approvato prevede la realizzazione di un hotel a 4 stelle con 35 camere, un ristorante, un bar, una SPA, cabine mare interrate, un parco verde di circa 6000 m², 18 appartamenti (non più di due a piano), la passeggiata a mare (larga 8 metri), un collegamento a ponente verso via Preli e saranno resi pubblici oltre 50 parcheggi nell'interrato.

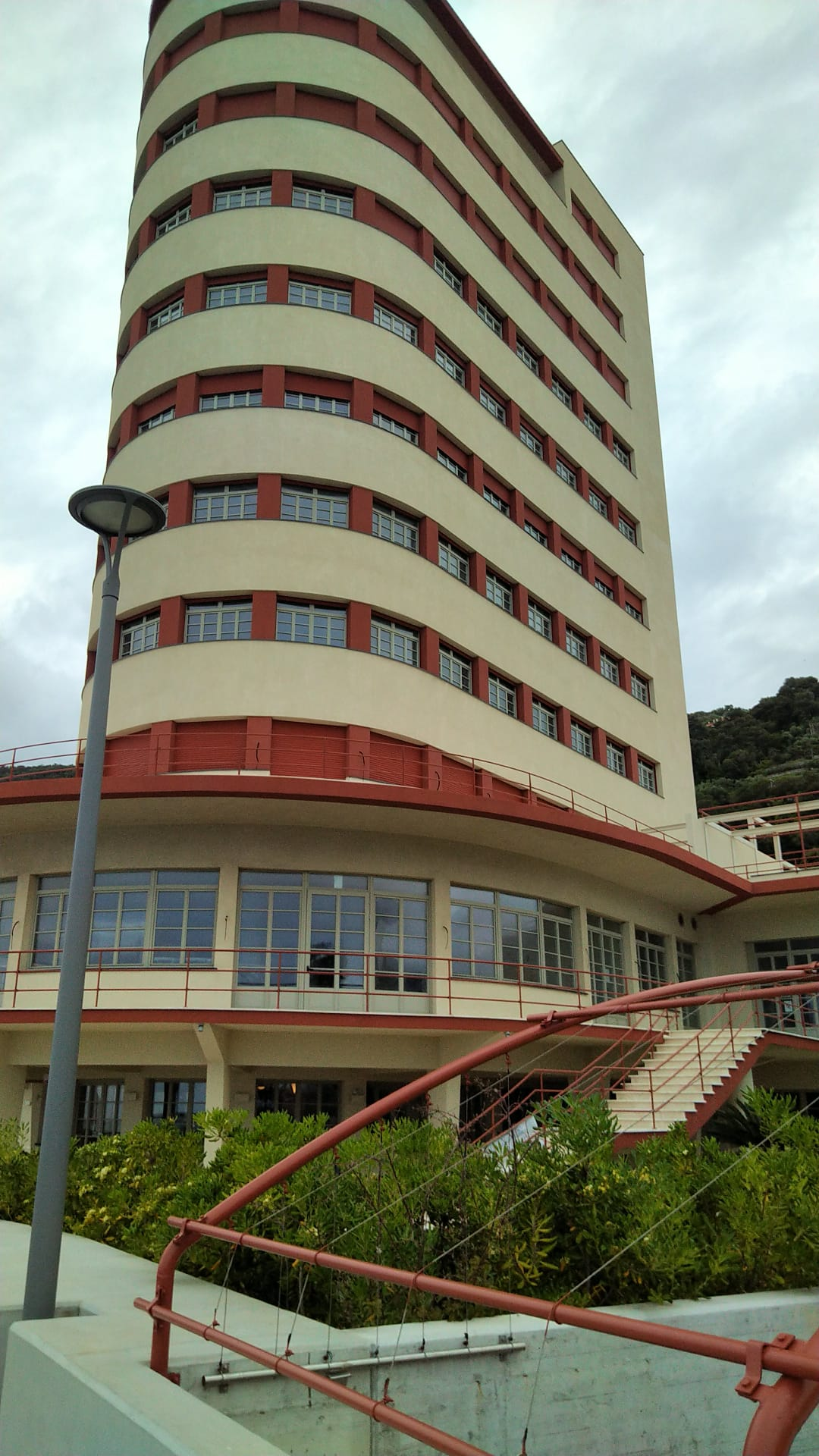
La Colonia Fara al termine del recupero totale nel 2021

Il 19 giugno seguente viene rilasciato il permesso di costruire alla Fara srl che così ha un anno di tempo per aprire il cantiere. L'inizio dei lavori, previsto per settembre e ultimato entro due anni e mezzo per un costo di 12-15 milioni di euro, è però subordinato al versamento di 4.693.500 euro e alla stipula della convenzione che definisce i dettagli dell'intervento di riqualificazione e gli obblighi che legano la società al Comune.
Il 6 luglio viene poi firmata la convenzione tra il sindaco Roberto Levaggi e Luigino Bottini della Fara srl per il definitivo via libera dei lavori e vengono versati i 4,6 milioni di euro rimanenti. L'altro soggetto privato autorizzato ad eseguire lavori nella stessa zona sono i proprietari dell'ex cantiere navale di Preli, anch'esso destinato alla trasformazione in residenziale, a pochi passi dal mare.
Il 1º ottobre, depositate le ultime integrazioni necessarie con 5 mesi di anticipo, hanno inizio ufficialmente i lavori di ristrutturazione dell'immobile per 16 milioni di euro. Con il via libera dell'Arpal e il permesso di costruire rilasciato già il 4 dicembre 2014, nel gennaio 2016 per 3 milioni di euro partono invece i lavori dell'adiacente area Preli di proprietà della società Gli Scogli srl con l'immediata demolizione del vecchio cinema costruito negli anni 30 e lo sgombero di alcuni senzatetto e l'obiettivo di finire i lavori entro tre anni.
A febbraio la Fara srl invia una lettera alla Fondazione Torriglia e al Comune di Chiavari dicendosi interessata all'acquisto/affitto dell'area del camping e dell'ex cantierino Victor per realizzare nuove strutture ricettive o diversificare l'offerta turistica rispetto alla Colonia (bungalow o campeggio) con un suo socio che ha anche una quota nel progetto, già approvato dalla vecchia amministrazione comunale ma fermo da anni, di realizzare una passeggiata a mare fino alla spiaggia del "Gruppo del Sale" passando proprio davanti al camping su cui pende lo sfratto esecutivo perché l'Associazione Italiana Alberghi per la Gioventù non ha più girato alla Fondazione il pagamento degli affitti effettuati regolarmente dal gestore Felice Saraceno.

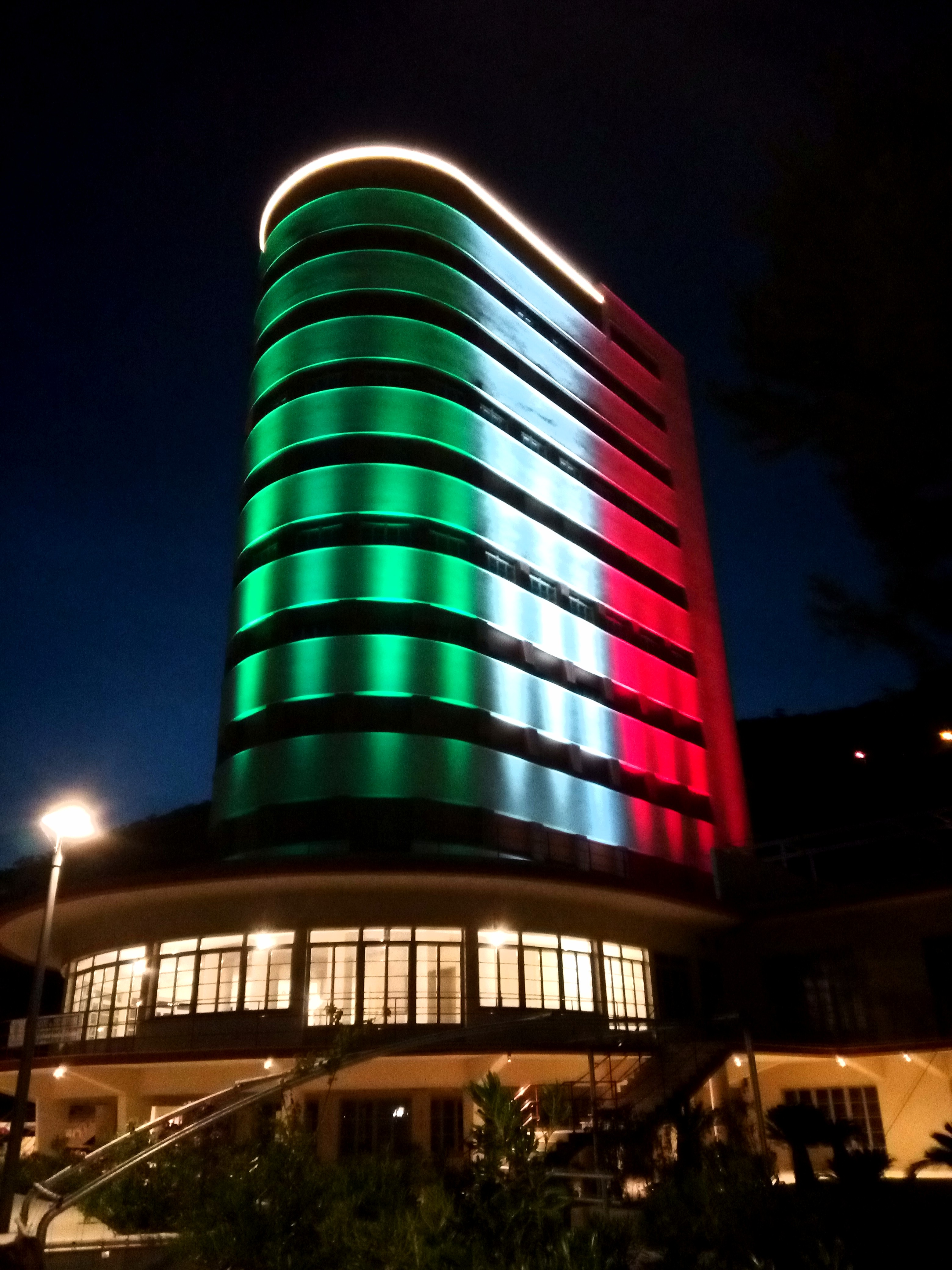
L'edificio ristrutturato, illuminato con il Tricolore nel 2020

Nell'ottobre del 2017 Lorenzo Sanguineti, socio della Fara srl, a lavori completati al 40% dichiara: «I lavori stanno proseguendo nella Torre, mentre sono iniziati da mesi gli scavi intorno ad essa. Nella parte interrata saranno realizzati i box auto per gli appartamenti e un centro benessere, vero valore aggiunto di tutto il complesso. Attorno per i privati verrà realizzato un cortile, mentre nell'ex area un tempo della Pro Scogli Chiavari, un accesso pubblico verso la spiaggia». Tra gli oneri di urbanizzazione previsti da realizzarsi, il prolungamento della passeggiata a mare, dall'ex cinema della Fara fino alla piazzetta sottostante il sovra passaggio ferroviario, ed una parte consistente di parcheggi pubblici a rotazione. Un’altra parte è destinata all'hotel. «Le strutture ricettive saranno situate al piano terra e al primo piano. L’hotel, orientativamente sarà a 4 stelle, composto da 36 camere sulle ali laterali della Torre con il ristorante al primo piano. Al piano terra il bar con accesso diretto dalla nuova passeggiata, e da via Preli».
A lavori ancora in corso, nel settembre 2017 e 2018 alcune parti del complesso vengono presentate al pubblico come open-day. Come comunicato dalla Fara srl, il 27 settembre presso gli uffici tecnici del comune si è concluso l'iter che approva la variante progettuale volta a migliorare alcuni particolari come il ridimensionamento del parcheggio interrato e della SPA, l'eliminazione delle 99 cabine previste sulla spiaggia e la modifica delle sistemazioni a verde, dei percorsi pedonali d’accesso alle aree pubbliche e private e dell’arredo urbano della passeggiata. Nel frattempo è iniziata la costruzione del tratto di passeggiata che si congiungerà al portale monumentale con consegna prevista entro il 31 agosto 2019 mentre il completamento dei lavori per appartamenti, boutique Hotel & SPA, bar e parcheggi interrati è previsto entro il 31 dicembre dello stesso anno. A fine marzo 2019, con qualche giorno di anticipo rispetto alle tempistiche programmate, hanno inizio le opere edili per la costruzione della parte interrata. Il mese seguente all’ingresso viene installata la nuova insegna con la scritta Torre Fara nella stessa posizione del vecchio fascio nero con ascia bianca degli anni Trenta.
Il 20 giugno 2020 la nuova passeggiata a mare antistante il complesso viene inaugurata alla presenza del Governatore Giovanni Toti. Il 20 maggio 2021 aprono il Torre Fara - Lounge & Bistrot e la piscina all’aperto al piano terra oltre al parcheggio sotterraneo a pagamento da 57 posti e quello adiacente alla struttura riservato ai clienti. Nel frattempo prosegue la vendita degli appartamenti. Dieci mesi più tardi apre anche il Grand Hotel Torre Fara da 33 camere insieme al ristorante al primo piano.